# البطولات الفرنسية 1908 (كرة مضرب)
في دورة رولان غاروس الدولية عام 1908 فاز في بطولة فردي الرجال اللاعب ( الفرنسي) ماكس ديسوجايس (Max Decugis).